# アブロ ランカスター
アブロ ランカスター
飛行するランカスター Mk.I R5689号機
（1942年9月撮影）
- 用途：戦略爆撃機
- 分類：重爆撃機
- 設計者：ロイ・チャドウィック
- 製造者：A・V・ロー（アブロ）社
- 運用者

  -  イギリス空軍
  -  カナダ空軍 ほか
- 初飛行：1941年1月9日
- 生産数：7,377機
- 生産開始：1942年
- 退役：1963年（カナダ）
- 運用状況：退役
- ユニットコスト：生産時45,000-50,000ポンド
- 派生型：リンカーン、ランカストリアン

ランカスター（Avro 683 Lancaster ）は、A・V・ロー社が開発し、イギリス空軍などで運用された四発戦略爆撃機。
名称の「ランカスター (Lancaster)」はランカシャー州のランカスター市に由来する。愛称は「ランク (Lanc)」。イギリス空軍が1942年に運用を開始し、スターリング、ハリファックスと共にイギリス空軍の爆撃機軍団 (Bomber Command) に配備され、カナダなど他の連合国でも使用された主力重爆。特にドイツ本土空襲に対する夜間の戦略爆撃で活躍した。

## 開発
ランカスターの設計元はロールス・ロイス製ヴァルチャー エンジンを搭載した新世代の双発中型爆撃機のP.13/36であり、P.13/36はアブロ マンチェスターとして採用された。マンチェスターは低性能というわけではなかったものの、空中安定性の不足（主翼面積拡大および垂直安定板追加で解消した）や液冷V型「ケストレルエンジン」を双子型（X型）に配置したヴァルチャーエンジンのシリンダー焼損やベアリング破損および冷却不足による過熱などの不良に悩まされ、200機が生産されたが1942年には運用を停止してしまった。
運用停止の背景には、バルチャーエンジンの信頼性不足はもとより、パイロットから作戦行動執行における不満（敵に撃墜される以前に、発動機故障で墜落したくないという反感）があった。
アブロ社の設計主任であるロイ・チャドウィックは出力が高くてより信頼性のあるロールス・ロイス製マーリンエンジン4基を大型の翼に配置するマンチェスターの改良を開始していた。この機は、アブロ 683 マンチェスター IIIと名づけられたが、後にランカスターと命名され、1941年1月9日に最初の試験飛行を行い、前作マンチェスターから大きく発展したことが判明した。ランカスターはマンチェスターを原型に作り直され特に胴体中央部を延長したことにより、これまでにない広い爆弾倉を持ち、特徴的なグリーンハウス・コクピット（ガラス張りの温室に似た風防）、突出したタレット（機関銃を設置した旋回砲塔）、左右に突き出した尾翼など、マンチェスターの拡大改良型とはいえ、性能面ではさらなる拡充をみた機体となった。2機目の試作機は1941年5月13日に飛行し、10月31日に最初の量産型が完成した。
戦時中、多数のランカスターはメトロポリタン・ヴィッカーズ社、アームストロング・ホイットワース社でも生産され、第二次世界大戦の後期にはバーミンガムにあったオースチン自動車ロングブリッジ工場でも生産された。
ロールス・ロイス製マーリンエンジンの量産不足と、液冷エンジンの銃撃による破損を考慮し、B.I開発と時期を同じくして、ブリストル製ハーキュリーズ6、ハーキュリーズ16のエンジンを搭載したランカスター Mk IIも生産開始に至ったが、マーリンエンジンの増産体勢完備により、わずか300機しか生産されず、ランカスター Mk IIIからマーリンエンジンを搭載したが、エンジン以外の部分はほとんど手は加えられていなかった。アブロ社のロウ、ニュートンヒース工場では3,030機が生産された。カナダのオンタリオ州マルトンにあるヴィクトリー・エアクラフトではランカスター Mk Xを始めとする派生型が製造され、Mk.Xは430機が生産された。それらはアメリカ合衆国のパッカード社で製造されたマーリンエンジンを搭載し、機体中央にある機銃砲塔を新設したことなどを除いて初期型と大差なかった。全てのランカスターは戦争期間を通じて生産が続けられた。1943年の時点で1機あたり£45,000-50,000ほどかかった。

## 戦歴

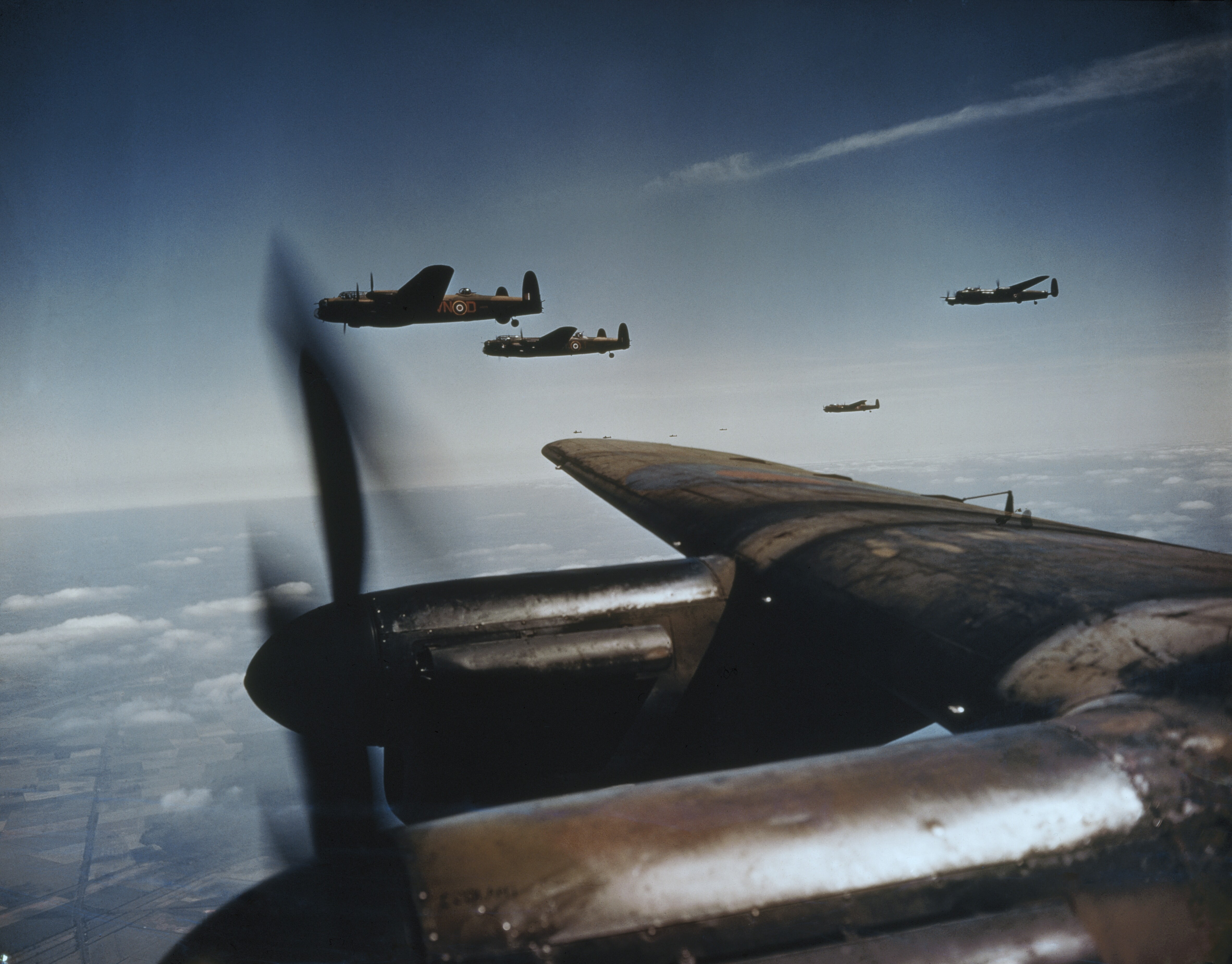
編隊を組んで飛行する第50飛行隊のランカスター

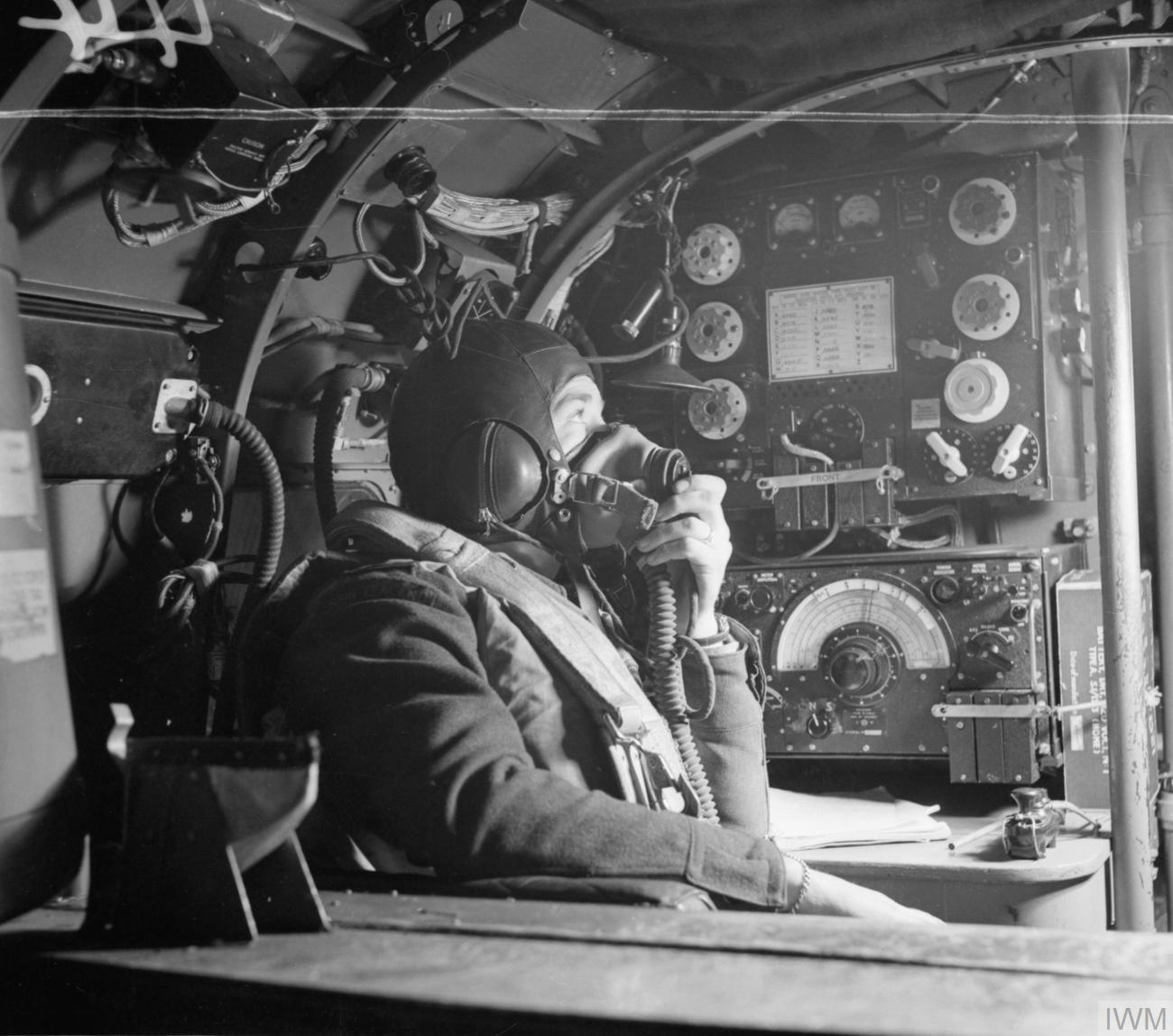
機内の無線機と無線士

ランカスターの実戦への参加は、1942年初期に始まり、最初の作戦は3月3日の機雷敷設であった。最初の爆撃行はその1週間後で、エッセンを攻撃した。
ランカスターは、作戦完遂対損失の比率が非常に良く、これまで生産されたものの中で最も安全な爆撃機であるということに、異議を唱える者はいない。1942年から1945年にかけてランカスターは156,000回の作戦に従事し、合計で608,612トンの爆弾を投下した。作戦行動中に3,249機が失われ、100回以上の作戦に成功したランカスターは35機に過ぎなかった。もっとも長く生き延びた機は、139回の任務を果たし、戦後の1947年にスクラップにされている。
ランカスター最大の特徴は長さ10.05m（33 ft）の爆弾倉である。この大型爆弾倉によって最初に運搬された大型爆弾は1,800 kg（4,000 lb）爆弾「クッキー」であった。重要かつ堅牢な目標を攻撃対象としたB.1スペシャル号は爆弾倉の扉を改造し、長さ6.4m、5,448kgのトールボーイか長さ7.77m、9,979kgのグランドスラムなど地震爆弾を運搬できた。
0.303インチ機関銃がランカスターの一般的装備で、後に50口径連装機関銃を機体上部と尾部の双方で使用できるようになった。プレストン・グリーンは腹部50口径機関銃の銃座に使用できた。そして、非公式ではあったが50口径機関銃も20mm機関砲も胴体に穴を空けて装備される機もあった。
大半のイギリス製ランカスターは、当時としては先進的な通信システムとして知られる1155型受信機と1154型送信機を装備していた。一方、カナダ製の機体と極東戦線向けの機体はアメリカ製の通信システムを装備していた。これらの通信システムは、無線通話やモールス符号通信だけでなく、無線誘導の機能も有していた。
H2S
H2Sレーダー（H2S radar）とは地形をレーダーで捉え誘導するレーダーのシステム。ただし、ドイツ空軍の夜間戦闘機がNAXOS受信機を利用することで発見されてしまうためH2Sの使用は任意であった。
モニカ
モニカ（Monica rader）とはドイツ軍戦闘機の接近を警告する後方監視レーダー。顕著な弊害として爆撃機が集団（編隊飛行）でいると確認を怠った乗員によって警告が無視されがちで、ドイツ空軍機の誘導時に（ドイツ本国や占領下フランスの放送局から）発せられる追跡ビーコンを迎撃の予兆として味方機に警告することも多かった。
フィッシュポンド
フィッシュポンドはH2Sのシステムに航空機（対空）の表示機能を加え、襲撃してくる戦闘機をH2Sの画面に表示することができた。
ジー
ジー（GEE）とはイギリス本国から送られてくるシンクロナイズド・パルス を受信する誘導システム。有効範囲は300～400マイルであった。
オーボウ
オーボウ（Oboe）とはイギリスの2つの地上局と機上の送受信機からなる非常に精密な誘導システム。各地上局が発した電波を機体から各地上局へ返信することで地上局にて機体までの距離を計算する。各地上局からの電波には、機体が目標に対し近いか遠いかの情報も付与されており、機体は一方の局からの距離を適正に保ちつつ飛行することで目標へ誘導される。もう一方の局は機体までの距離が適正となったときに特殊な信号を送信することで爆撃位置に到達したことを知らせる。この原理上、1度に誘導できる機体は1機のみである。そのため、このシステムは後に約80機を同時に誘導できるGEE-Hに置き換えられた。GEE-Hを搭載した機体は目印に尾翼の上に黄色のストライプが2本塗られた。
ヴィレッジ・イン
ヴィレッジ・イン（Village Inn）は機関銃の砲塔にレーダー照準システムを組み込んだもので、1944年に何機かのランカスターに装備された。

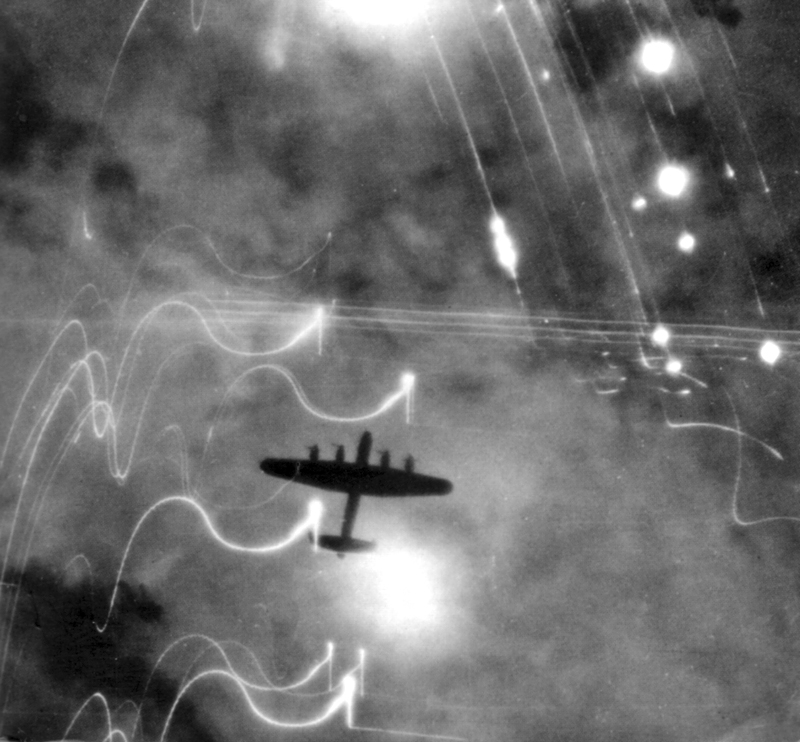
ハンブルクを空襲するランカスター。ドレスデン爆撃でも活躍した。

ランカスターの戦果で最も有名なものは1943年、バーンズ・ウォーリスによって設計された特殊なドラムを使用する反跳爆弾（ダムバスター）を改造されたMk IIIに搭載し、「チャスタイズ作戦」と呼ばれるルール川のダム破壊作戦に成功した事である。。後に、この任務を元に映画『暁の出撃』が製作された。もう1つの有名な任務はトールボーイを搭載してドイツ海軍の戦艦「ティルピッツ」へ行った一連の攻撃（パラヴェーン作戦、オブヴィエイト作戦、カテキズム作戦）で、これらの任務も成功した。
1945年後半の日本（九州）に上陸するダウンフォール作戦では、爆撃機軍団から引き抜かれたランカスターが連邦爆撃機派遣団、タイガー・フォースの主力爆撃機として沖縄から出撃する予定であった。
ランカスターの派生型にランカスター IV、ランカスター Vがあり、後にリンカーンへと名称が変更された。これらはリンカーン B1、B2と呼ばれた。また、英国海外航空などで使用された「ランカストリアン」はランカスターを元に設計された民間用の旅客機であった。アブロ シャクルトンはランカスターの発展型で、1992年まで早期警戒任務にも従事した。
1946年にブリティッシュ・サウスアメリカン航空 (British South American Airways) が4機のランカスターを貨物機として使用する計画を立てた。これらの機体はリンカーンシャー州にあるブレースブリッジ・ヒース社によって改造されたが、実際に運用してみると経済的に効率が悪いことが判明し、1年で運用を中止した。
4機のランカスター IIIは、フライト・リフューイング社によって空中給油の技術開発を目的に2組の空中給油機と受油機として改造された。このうちの1機は1947年にロンドン・バミューダ間の3,355マイルを無着陸で飛行した。その後、2機の給油機は、もう1機のランカスターを改造した給油機とともに、ベルリン封鎖における空輸任務に使用され、延べ757回の給油任務を行った。
エジプト王国空軍は1940年代の終わり頃にランカスターを英国に発注し、9機のB.I型からイギリス製のレーダーや機銃が取り外されたうえで1949年から1950年にかけて納入された。この時点では第一次中東戦争はほぼ終結しており、ランカスターは納入後ほとんど運用されなかった。1956年の第二次中東戦争（スエズ危機）の時点ではまだこれらのランカスターはエジプト空軍に残っており、これを潜在的な脅威とみなした英仏側は、イギリス海軍のシーホークの爆撃によって、地上に駐機していたランカスター3機～6機を破壊したと記録されている。

## 型式および派生型

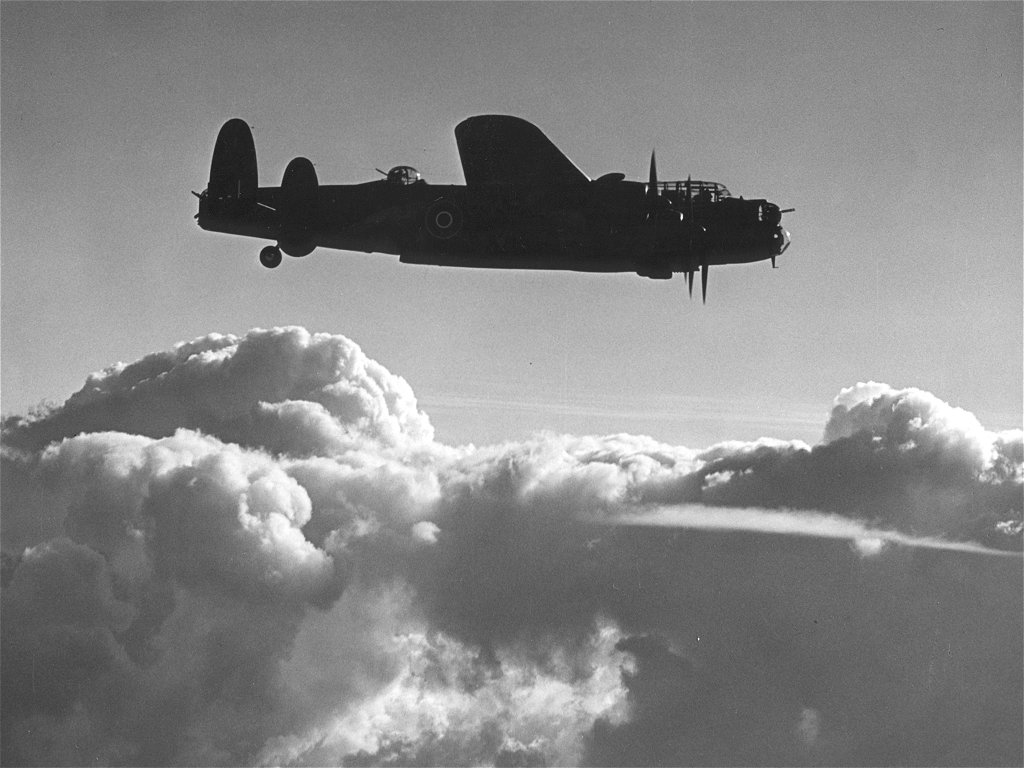
ランカスター B.II

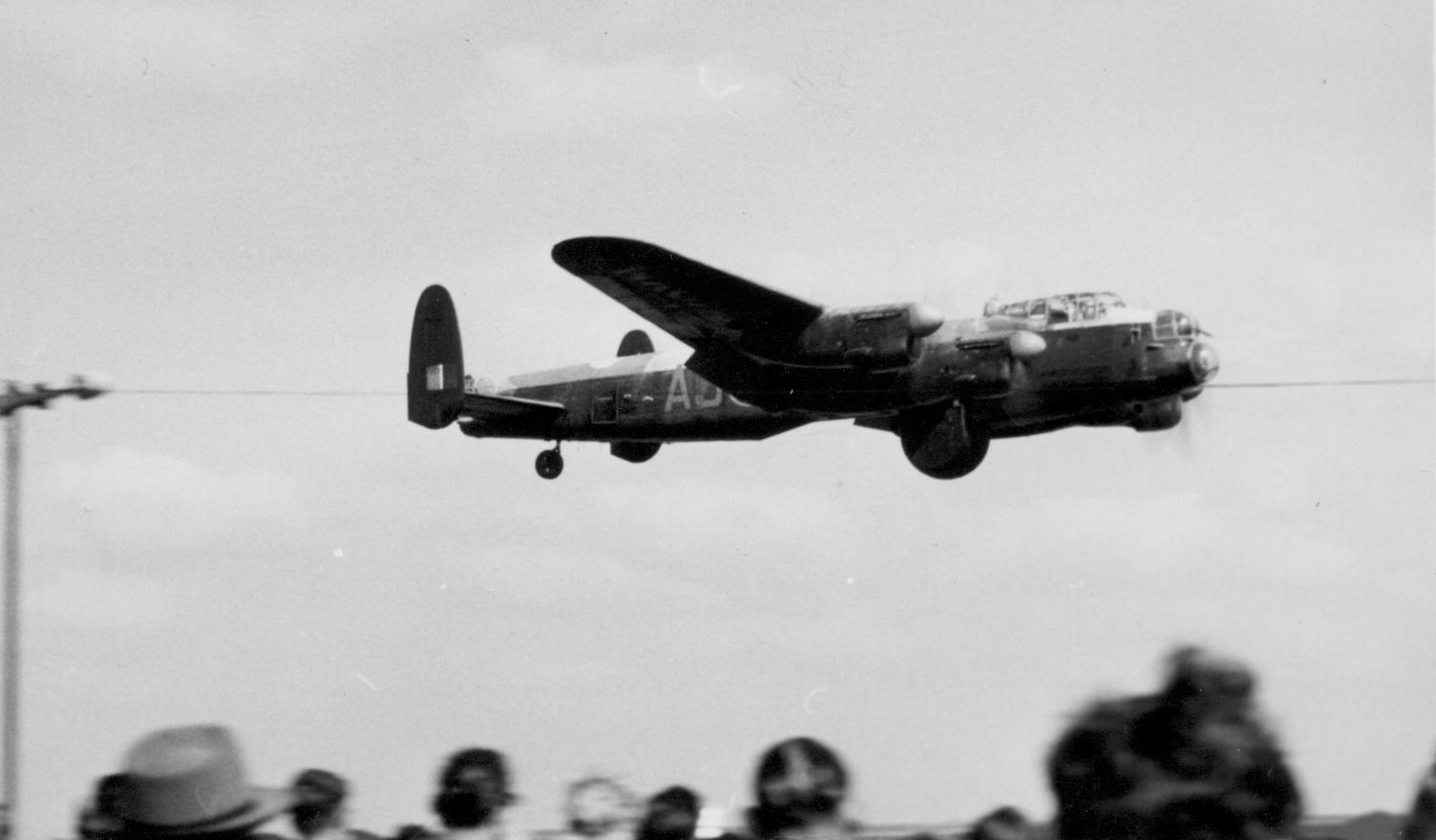
ランカスター B.VII

B.I
初期型のランカスターB.Iはロールスロイス マーリンXX（20）エンジンを搭載していた。他は機首に設置されたマストが長いことから、コクピット上部のデザインを変更してコクピット下に短く整形するなど簡単な改良に留まった。後に生産されたランカスターはマーリンXXII（22）、マーリンXXIV（24）エンジンを搭載したが、デザインの変更を指示されることはなかった。
B.I スペシャル
最初に超重量級爆弾のトールボーイ、グランドスラムを運用するために既存の機体を改造したもの。33機のB.Iがこの仕様に改造された。主な改造部分は、動力銃座を撤去して重量を減らし、ブレード（プロペラの羽根）の幅を広げたプロペラとアップグレードされたエンジンに換装した点である。爆弾倉の扉については当初、トールボーイを搭載するためにふくらませた形状のものに変更されたが、グランドスラムの運用に当たって撤去され、爆弾倉の下部を滑らかにしてそこに搭載するようになった。グランドスラムを搭載したB.Iスペシャルを「グランドスラムボマー」と呼称する物件や書籍もあるが、この呼称は正式なものではない。
PR.I
写真偵察型で、既存のB.Iを改造したもの。爆弾倉部に各種撮影装置を搭載した。
B.I (FE)
1945年当時、日本から奪回したビルマ(現ミャンマー)を策源地として日本本土を直接空襲するため、既存のB.Iから改造された。爆弾倉の一部を改造して400ガロン燃料タンクを増設し、無線装置や航法装置も極東での使用を考慮した型が装備された。FEは極東(Far East)の略。この機を運用するため、タンカー型ランカスターも提案されていた。
B.I改
フランス海軍向けに、既存のB.Iを改修したもの。背部銃座を撤去した以外は、外見上は既存のB.Iと変わらないが、爆弾倉の一部を燃料タンクとしている。
B.II
ブリストル ハーキュリーズエンジン搭載型で300機が生産され、砲塔下と爆弾倉の下にFN.64を装備した。それらはハーキュリーズ VI（6）、XVI（16）エンジンを搭載し、唯一の相違点は混合の制御方法であった。
B.III
B.IIIはアメリカのパッカード社で製造されたマーリン28・マーリン38・マーリン224を搭載し、B.Iと並行して生産された。B.Iと外見上の違いはほとんど無い が、SUキャブレターをエンジンに設置するため、低速時に使用する遮断スイッチがコクピットにあった。
B.III スペシャル
反跳爆弾(スピニング爆弾)を運用するために既存の機体を改造したもの。ルール工業地帯の重要な電力供給源である3つの大きなダムを破壊するチャスタイズ作戦に投入された。反跳爆弾の特殊な運用に合わせて、円筒型の爆弾を爆弾倉の下で支える装置と、爆弾に回転をかけるモーターが設置された。さらに超低空での運用を補助するための探照灯による簡単な高度測定システムが追加され、重量を軽減するために背部動力銃座は撤去されて外板を張って整形された。前部動力銃座には専任の射手が配置され、これまで前部動力銃座の射手を兼務していた爆撃手は照準に集中できるようになった。このB.IIIスペシャルを「ダムバスター」と呼称する物件や書籍があるが、この呼称は正式なものではない。
また、トールボーイ、グランドスラムを運用するため、B.IIIスペシャルの前部及び後部の各動力機銃座並びに爆弾倉の扉を撤去する改造を施した機体もあり、この改造機体は、ドイツ戦艦「ティルピッツ」撃沈および、アウトバーン高架橋破壊に貢献した。
ASR.III
ヴィッカーズ ウォリックの後継として、B.IIIの一部を海難救助型に改造したもの。背部銃座を撤去し、爆弾倉部分に救命ボートを懸架した。
GR.3 (後にMR.3と改称)
ASR.IIIを洋上偵察型に改造したもの。
B.IV
翼幅と胴体を延長し、ツーステージ式（のキャブレターを装備した）マーリン 85 エンジン使用。後にリンカーン B.1と命名される。
B.V
上に同じ。後のリンカーン B.2。
B.VI
B.III 9機のエンジンをマーリン 85に換装し、ツーステージ式と過給機の組み合わせ（二段過給方式）で高高度における性能を向上させた。先導機として運用され、しばしば、「マスター・ボマー」と呼ばれた。
B.VII
B.VIIは最終生産型で、背部銃座をマーチン 250CE (12.7mm連装機銃)とし砲塔を前方に移動させ、尾部銃座にはフレイザー・ナッシュ FN.82(12.7mm連装機銃)が取りつけられた。尾部銃座の強化については、一部のB.IIIにも実施された。
B.X
B.IIIを元にしてカナダで生産されたB.Xは他のランカスターと異なり、カナダとアメリカで製造された計器や電子機器を装備していた。後の生産型もマーチン 250CEは中央上部のフレイザー・ナッシュFN.50に代用された。砲塔がより大きくて重かったため、前方に砲塔を移動させる必要があった。また、カナダはランカスターを長期間運用し、1963年まで海上パトロール、救助・探索、写真偵察などの任務に使用した。
ランカスター 10MR (洋上哨戒型。B.Xからの改造。後に10MPと改称)
ランカスター 10P (写真偵察型。B.Xからの改造)
いずれも、カナダが運用していたB.Xを各種任務に充てるため、改造を施したもの。
アブロ リンカーン
ランカスターをわずかに拡大した発展型の大型爆撃機で、大戦後半に開発され実戦配備は戦後の1945年9月となった。1950年代後半から3Vボマーなどのジェット爆撃機によって更新された。
アブロ ランカストリアン
ランカスターを改造して開発された旅客機型あるいは輸送機型。改造機と新造機合わせて91機が製造され、イギリスやカナダ・オーストラリア・アルゼンチンなどで運用された。

## 現存する機体
現存する機体のうち、機体が完全で公開されているものは世界中に12機あるが、これはイギリスの主要4発重爆撃機3種（スターリング、ハリファックス、ランカスター）の中では最も多い。このうち飛行可能な状態のものは2機あり、これらを実際に飛行させる際は綿密な整備の上で行われる。
| 型名                  | 番号                 | 機体写真 | 所在地                                    | 所有者                             | 公開状況 | 状態     | 備考 |
| --------------------- | -------------------- | -------- | ----------------------------------------- | ---------------------------------- | -------- | -------- | --- |
| B Mk.I                | R5868 7325M          |          | イギリス ロンドン                         | イギリス空軍博物館ロンドン館       | 公開     | 静態展示 | 愛称は「Q for Queen」のち「S for Sugar」。現存機の中で最も古い機体で、1942年にメトロポリタン＝ヴィッカース社でマンチェスターとして注文されたものがランカスターとして製造された。6月29日からスキャプトン空軍基地の第83飛行隊に所属し、「Q for Queen」の愛称をつけられた。後に「S for Sugar」と愛称が変わり、ワディントン基地で作戦成功100回を達成した初の英空軍爆撃機となった。最終的には137回にわたる出撃に従事した。 |
| B Mk.I                | W4783 A66-2 (RAAF)   |          | オーストラリア 首都特別地域               | オーストラリア戦争記念館           | 公開     | 静態展示 | 愛称は「G for George」。1942年にメトロポリタン＝ヴィッカース社で製造され、ブリテン島に展開していた豪空軍第460飛行隊で運用されたもので、ドイツ上空への出撃回数は90回にのぼった。1944年に爆撃任務から退くと、A66-2の番号をあてがわれ戦時国債購買促進のためオーストラリアで宣伝興行をした。1945年9月24日の飛行を最後にフェアバーン基地に留め置かれ、1955年から現博物館で展示されている。1999年から2003年にかけて修復が行われた。 |
| B Mk.I                | DV372                |          | イギリス ロンドン                         | ロンドン帝国戦争博物館             | 公開     | 静態展示 | |
| B Mk.I                | PA474                |          | イギリス リンカーンシャー州               | バトル・オヴ・ブリテン記念飛行小隊 | 公開     | 飛行可能 | |
| B Mk.I                | TW911                |          | アメリカ ワシントン州                     | 飛行遺産空中戦・兵器博物館         | 公開     | 静態展示 | 1946年から8年間テストベッドとして使用された機体。1954年に解体されたが、機首部はリンカーンRF342号機の機首以外の部分に接合され、1962年まで飛行試験に使用された。後にその機体も解体されるが、機首部は再度切り離されて保管されたため現存する。 |
| B Mk.VII MR Mk.VII    | NX611 WU-15 (l'Aéro) |          | イギリス リンカーンシャー州               | リンカーンシャー航空遺産センター   | 公開     | 修復中   | 愛称は「Just Jane」。1945年4月にオースティン社で製造され、1952年4月から仏海軍航空隊で運用され、1962年にはニューカレドニア島ヌーメアに送られた。1964年に退役し民間団体などの所有となって、1970年6月26日に最終飛行を終えた。一時期はゲートガードともなり、ある兄弟が1983年9月に取得後第2エンジンを修復。現在は運用時の滑走路でタキシングを行うことがあり、飛行可能な状態へと修復されている途中でもある。 |
| B Mk.VII              | NX622 WU-16 (l'Aéro) |          | オーストラリア ウェスタンオーストラリア州 | 航空遺産博物館                     | 公開     | 静態展示 | 英空軍で7時間飛行したあと、1951年に仏海軍向けの海上偵察機に改造される。1952年4月からフランス海軍航空隊で運用された22機のうちの1機で、1962年までヌーメアを拠点に使用された。4月にオーストラリア空軍協会に寄付され、1983年には協会運営の左記施設に移管され現在に至る。H2Sレーダーを積んでいたB.VIIで、レーダーは輸送技術博物館で保管されている。胴体中央砲塔は寄付時に無く、マーティンの250CEを製造して設置された。1944年12月18日に撃墜されたLL847号機の配色となっている。 |
| B Mk.VII              | NX664 WU-21 (l'Aéro) |          | フランス セーヌ＝サン＝ドニ県             | 航空宇宙博物館                     | 非公開   | 修復中   | |
| B Mk.VII              | NX665 WU-13 (l'Aéro) |          | ニュージーランド オークランド地方         | 輸送技術博物館                     | 公開     | 静態展示 | |
| B Mk.X                | FM104 3305           |          | カナダ ブリティッシュコロンビア州         | ブリティッシュコロンビア航空博物館 | 公開     | 修復中   | 1944年にトロント市のヴィクトリー社で製造された。翌年1月に英空軍に供与されるも使用されず、6月にはカナダに戻される。その後カナダ空軍で沿岸監視および捜索救難機に改造された。1964年にトロント市に寄付され、レイクショア・ドライブの台座に置かれた。1999年からトロント航空博物館に移され、長期間に渡ってFM118号機を使用して修復されていたが、スペースの関係で中断された。2018年からは現博物館に移されて修復が再開。 |
| B Mk.X                | FM136 (3337) 31341   |          | カナダ アルバータ州                       | 格納庫飛行博物館                   | 公開     | 静態展示 | 1945年にヴィクトリー社で製造された。第20のち第30の保守ユニットに所属していたため、前線へは出撃していない。アルバータ州ピアースの倉庫に戻されるが、海上偵察機に改修された後、ノヴァスコシア州グリーンウッドの第404飛行隊「バッファロー」で運用された。その後、BC州のコモックスにある第407飛行隊「ディーマン」に移送され、RX-136の側面記号をつけて1961年4月まで運用された。1962年4月にカルガリー空港ターミナルの南西入口の台座に取り付けられ、1992年4月に現博物館に移動された。2011年の夏に修復が終わった。 製造番号は公式には31341とされるが、文献や他の機体との加減では3337の説もあるため記した。 |
| B Mk.X                | FM159 3360           |          | カナダ アルバータ州                       | カナダ爆撃軍団博物館               | 公開     | 静態展示 | |
| B Mk.X Mk.10P         | FM212 3413           |          | カナダ オンタリオ州                       | カナダ歴史航空機協会               | 非公開   | 修復中   | ヴィクトリー社で製造され、1946年9月25日にカナダ空軍へ就役。1964年に退役し、オンタリオ州のウィンザー市が買い取って1965年からジャクソン公園で展示されていた。しかし、定期的な修理に費用がかかり、2005年5月25日に撤去され、現在はその位置にスピットファイアとハリケーンのレプリカが置かれている。撤去後に飛行可能状態へと修復が開始され現在に至る。 |
| B Mk.X Mk.10MR        | FM213 3414           |          | カナダ オンタリオ州                       | カナダ軍用機遺産博物館             | 公開     | 飛行可能 | KB726号機の塗装がされている。 |
| B Mk.X Mk.10AR        | KB839 37140          | 写真     | カナダ ノヴァスコシア州                   | グリーンウッド軍事航空博物館       | 公開     | 静態展示 | 旧塗装 |
| B Mk.X Mk.10P Mk.10AR | KB882 37183          |          | カナダ オンタリオ州                       | 国立カナダ空軍博物館               | 公開     | 修復中   | 2017年までエドマンストン空港に展示されていた。 |
| B MK.X Mk.10P         | KB889 37190          |          | イギリス ケンブリッジシャー州             | ダックスフォード帝国戦争博物館     | 公開     | 静態展示 | |
| B Mk.X Mk.10S         | KB944 37245          |          | カナダ オンタリオ州                       | カナダ航空宇宙博物館 (オタワ)      | 公開     | 静態展示 | |
| B Mk.X Mk.10AR        | KB976                | 写真     | イギリス サリー州                         | ブルックランズ博物館               | 公開     | 静態展示 | 1945年にヴィクトリー社で製造された。1952年頃にフェアリー社でMk.10ARに改修され、機首が伸びた。1964年7月4日に最後の飛行を行いRCAFから退役。様々な所有者を経て、現在は3箇所に分けられて所有されている。ブルックランズ博物館には胴体前部が、ファンタジー・オヴ・フライトにはKB944号機の機首部を取り付けられた胴体中央部と主翼が、サウスヨークシャー博物館には胴体尾部がそれぞれ所有されていると考えられている。 |
| B Mk.X Mk.10AR        | KB976                | 写真     | アメリカ フロリダ州                       | ファンタジー・オヴ・フライト       | 非公開   | 保管中   | 1945年にヴィクトリー社で製造された。1952年頃にフェアリー社でMk.10ARに改修され、機首が伸びた。1964年7月4日に最後の飛行を行いRCAFから退役。様々な所有者を経て、現在は3箇所に分けられて所有されている。ブルックランズ博物館には胴体前部が、ファンタジー・オヴ・フライトにはKB944号機の機首部を取り付けられた胴体中央部と主翼が、サウスヨークシャー博物館には胴体尾部がそれぞれ所有されていると考えられている。 |
| B Mk.X Mk.10AR        | KB976                | 写真     | イギリス サウスヨークシャー州             | サウスヨークシャー航空機博物館     | 公開     | 静態展示 | 1945年にヴィクトリー社で製造された。1952年頃にフェアリー社でMk.10ARに改修され、機首が伸びた。1964年7月4日に最後の飛行を行いRCAFから退役。様々な所有者を経て、現在は3箇所に分けられて所有されている。ブルックランズ博物館には胴体前部が、ファンタジー・オヴ・フライトにはKB944号機の機首部を取り付けられた胴体中央部と主翼が、サウスヨークシャー博物館には胴体尾部がそれぞれ所有されていると考えられている。 |
| B Mk.X                | 2/149                |          | カナダ オンタリオ州                       | カナダ航空宇宙博物館 (オタワ)      | 公開     | 静態展示 | |

## 運用国
- イギリス連邦
  -  イギリス
  -  カナダ
  -  オーストラリア
  -  ニュージーランド
- エジプト B.I型 9機[6]。
- スウェーデン 1機のみ
- ソ連 1943年末~1944年初めにかけてソ連領内に不時着した6機から2機を再生させ、白海艦隊航空隊で運用していた[9]。
- フランス
- ポーランド 大戦中における自由ポーランド軍
- アルゼンチン

## 性能諸元 (B.I)
- 乗員: 7名（パイロット・航法士・機関士・爆撃手・無線士兼機首銃手・背部銃手・尾部銃手）
- 全長: 21.18m（69 ft 5 in）
- 全幅: 31.09m（102 ft）
- 全高: 5.97m（19 ft 7 in）
- 翼面積: 120m2（1,300 ft2）
- 空虚重量: 16,783 kg（37,000 lb）
- 全備重量: 28,576 kg（63,000 lb）
- エンジン: ロールス・ロイス マーリン XX V型12気筒レシプロエンジン 1,280hp（954 kW）4基
- 最高速度: 450 km/h（高度 5,600m時）
- 航続距離: 4,300 km（最小爆弾搭載時）
- 上昇限度: 8,160m
- 翼幅荷重: 240 kg/m2（48 lb/ft2）
- 出力重量比: 130 kW/kg（0.081 hp/lb）
- 装備:Browning .303(7.7㎜) Mark II  8丁 (機首・連装1基、背部・連装1基、尾部・4連装1基)
- 爆弾
  - 最大搭載量: 10,000 kg
  - 標準搭載量: 6,400 kg

## 登場作品

### ゲーム
『Bomber Crew』
プレイヤーの自機として登場する。
『R.U.S.E.』
イギリス軍の爆撃機として登場する。
『War Thunder』
イギリスランク4にMk.IとMk.IIIが登場する。
『紺碧の艦隊2 ADVANCE』
イギリスの戦略爆撃機として登場。
『鋼鉄の咆哮 ウォーシップコマンダー』
イギリス型の航空機として登場。初代や2では敵機としてのみ登場したが、3ではプレイヤーが購入可能な機体となった。

### 小説
『碧海の玉座』
日英がアメリカと戦う架空戦記。最終巻で、グアム島の米航空基地にグランドスラム爆弾を投下して滑走路を破壊し、B-29を離陸できなくする。
『爆撃機』（原題『Bomber』）レン・デイトン作 後藤安彦訳 早川書房刊
ランカスターの大編隊によるドイツ本土爆撃を描いた戦争小説。出撃前の爆弾積み込み、飛行、爆撃、敵夜間戦闘機との戦闘などが詳細に描かれている。本作は英ガーディアン紙より「死ぬまでに読むべき必読小説1000冊」に選定されている。
『連合艦隊西進す』
初飛行直後にイギリスが降伏、性能の高さに注目したドイツ空軍が開発を継続させ「グライフ重爆撃機」として量産される。それまでのドイツ爆撃機を上回る爆弾搭載量と航続距離でドイツ空軍爆撃隊の主力となり、ヨーロッパロシアへの戦略爆撃でソビエト連邦に甚大な被害を与える。
整備上の理由からマーリンからDB 601EA/Bに換装し、機銃もドイツ製に変更される。

### アニメ
『ストライクウィッチーズ』シリーズ
『ストライクウィッチーズ2』
第6話にヴェネツィア空軍所属機として登場。ネウロイX-16に対して反跳爆撃を行うが、有効打を与えることはできなかった。
『連盟空軍航空魔法音楽隊ルミナスウィッチーズ』
第5話から、航空魔法音楽隊の機材・人員の長距離輸送用に「ルミナス号」と名付けられた機体が登場。耐用年数が迫り前線を退いた機体をブリタニア空軍が提供したもので、塗装は実戦部隊のものと同様かつラウンデルもブリタニア空軍のものだが、機首には音楽隊のエンブレムが記されており、機体コードも音楽隊所属機を示す「LW A」に書き換えられている。各話の移動シーンでは機内の様子も描かれるほか、オープニングではウィッチたちと編隊を組んでアクロバット飛行を行っている。